# Карпов, Алексей Петрович
Алексей Петрович Карпов (род. 30 июля 1952 года) — советский и российский тренер по плаванию, Заслуженный тренер России, тренер сборной России по плаванию с 1978 года.

## Биография
Алексей Петрович Карпов — заслуженный тренер России (ЗТР), с 1978 года работает тренером по плаванию. За годы своей карьеры он внес значительный вклад в развитие спортивного плавания в России, подготовив множество спортсменов высокого уровня.
Карпов имеет многолетний опыт работы с национальной командой России по плаванию. Он также несколько лет возглавлял юношескую национальную сборную по плаванию.
В настоящее время Алексей Петрович работает тренером в плавательном клубе в Дубае (ОАЭ), продолжая применять свои знания и опыт для подготовки новых поколений пловцов.
Алексей Карпов признан Всероссийской федерацией плавания одним из ведущих тренеров России по плаванию. Его методики и подходы к тренировочному процессу высоко оцениваются в профессиональном сообществе.

## Лучшие ученики
Владимир Шеметов — Заслуженный мастер спорта СССР, серебряный призёр Олимпийских игр, многократный призёр чемпионатов мира, двукратный чемпион Европы, многократный чемпион СССР.